# 英作基本文例600
『英作基本文例600』（えいさくきほんぶんれい600）とは、鹿児島県高校教育研究会英語部会が監修し、啓隆社が発行している学習参考書。「600選」として鹿児島県下の高校生を中心に親しまれている。

## 概要
鹿児島県高校教育研究会英語部会が「英語の基本的文型・表現を可能な限り習得し、基礎力・表現力の向上を図る」ことを目的として監修し1971年に初版が発行された。
当初は県内の英語教諭が監修していたこともあり、直訳的な表現が多用されていたが、外国語指導助手（ALT）も監修に加わることで、口語的な表現も使用されるようになった。また、時代背景の変化に伴う文例の改変も行われている。
発行元の啓隆社は、当書を「文例集は口語中心、大学受験対策中心のいずれかに偏る傾向があるが、当書はそのどちらも両立している」と評価している。
また、九州英語教育研究団体連合会（九英連）高校出版委員会による推薦を受けている。

## 発行
2015年より、現行の第6版が発行されている。2001年以降は啓隆社（本社・福岡市）による発行となっている。2020年7月現在では販売シェアの約4割が鹿児島県内で占められ、九州各県を始め、宮城県、福島県、岐阜県などでも採用実績がある。鹿児島県内に限れば6割の高校（全日制：公立・私立）で採用されており、「高校生のバイブル」と位置付けられている。